# Yamada Yasuhiro
Yasuhiro Yamada (13 tháng 2 năm 1968 - 8 tháng 4 năm 2013) là một cầu thủ bóng đá người Nhật Bản.

## Sự nghiệp câu lạc bộ
Yasuhiro Yamada đã từng chơi cho Yanmar Diesel và Shimizu S-Pulse.

## Thống kê câu lạc bộ

### J.League
| Đội             | Năm       | J.League | J.League | J.League Cup | J.League Cup | Tổng cộng | Tổng cộng |
| Đội             | Năm       | Trận     | Bàn      | Trận         | Bàn          | Trận      | Bàn       |
| --------------- | --------- | -------- | -------- | ------------ | ------------ | --------- | --------- |
| Shimizu S-Pulse | 1992      | -        | -        | 2            | 0            | 2         | 0         |
| Shimizu S-Pulse | 1993      | 3        | 0        | 6            | 0            | 9         | 0         |
| Shimizu S-Pulse | 1994      | 26       | 0        | 1            | 0            | 27        | 0         |
| Shimizu S-Pulse | 1995      | 2        | 0        | -            | -            | 2         | 0         |
| Tổng cộng       | Tổng cộng | 31       | 0        | 9            | 0            | 40        | 0         |